# Cirsium macrobotrys
Cirsium macrobotrys là một loài thực vật có hoa trong họ Cúc. Loài này được (K.Koch) Boiss. mô tả khoa học đầu tiên năm 1875.